# Tasmanowal dziobogłowy
Tasmanowal dziobogłowy (Tasmacetus shepherdi) – gatunek ssaka morskiego z rodziny zyfiowatych (Ziphiidae).

## Taksonomia
Rodzaj i gatunek po raz pierwszy zgodnie z zasadami nazewnictwa binominalnego opisał w 1937 roku nowozelandzki przyrodnik Walter Olivier nadając im odpowiednio nazwy Tasmacetus i Tasmacetus shepherdi. Holotyp pochodził z plaży w Ohawe, w Taranaki, na zachodnim wybrzeżu Wyspy Północnej, w Nowej Zelandii. Na okaz typowy składał się prawie kompletny szkielet wyrzuconego na brzeg walenia znajdujący się w Muzeum w Wonganui, w Nowej Zelandii i zebrany w grudniu 1933 roku przez G. Shepherda. Jedyny przedstawiciel rodzaju tasmanowal (Tasmacetus). 
Autorzy Illustrated Checklist of the Mammals of the World uznają ten gatunek za monotypowy.

### Etymologia
- Tasmacetus: Tasmania, Australia[9]; κητος kētos „wieloryb”[10].
- shepherdi: George Shepherd (1908-1992), Nowozelandczyk, kurator Wanganui Alexander Museum w Nowej Zelandii[11].

## Zasięg występowania
Rozmieszczenie geograficzne tasmanowala dziobogłowego jest słabo znane z powodu braku danych, ale najwyraźniej jest gatunkiem okołobiegunowym występującym w chłodniejszych wodach półkuli południowej.

## Morfologia
Długość ciała 600–700 cm; oczekiwana masa ciała około 5000 kg. Wal ten zajmuje w swojej rodzinie szczególne miejsce ze względu na niezwykłe uzębienie: w żuchwie oprócz paru dużych zębów na przodzie znajduje się jeszcze co najmniej 12 mniejszych zębów, a ponadto około 10 par zębów w górnej szczęce. Wyglądem i zwyczajami przypomina pozostałe gatunki zyfiowatych.

## Ekologia

### Tryb życia
Tasmanowal dziobogłowy został odkryty dopiero w 1933 i od tego czasu obserwowano niewiele osobników tego gatunku. Do niedawna sądzono, że występuje on tylko w morzach oblewających Nową Zelandię, jednak w latach siedemdziesiątych stwierdzono jego obecność również u wybrzeży Argentyny i Chile. Prawdopodobnie żywi się głównie głowonogami i rybami.

### Rozmnażanie
Nic nie wiadomo na temat rozmnażania tego gatunku.

## Status zagrożenia
W Czerwonej księdze gatunków zagrożonych Międzynarodowej Unii Ochrony Przyrody i Jej Zasobów został zaliczony do kategorii DD (ang. data deficient „brak danych”).